# مخطط نصف متعدى

مخطط هولت

في الفرع الرياضى لنظرية المخططات , مخطط نصف متعدى هو المخطط الذي له قمة رأس متعدية و حافة متعدية , ولكن ليس متماثل .
- بكلمات أخرى , المخطط يكون نصف متعدى إذا تصرفت مجموعة التماثل الذاتى بتعدى ( انتقال ) بناء على قمم رؤوسها وحافاتها , ولكن ليس في شكل قمم رؤوس متصلة .
- كل مخطط متماثل متصل يجب أن يكون متعدى قمة الرأس ومتعدى الحافة , والعكس صحيح للمخططات الفردية , ولذلك فإن المخططات النصف متعدية ذات الدرجة الفردية غير موجودة , ولكن يوجد مخططات نصف متعدية ذات الدرجة الزوجية .
- أصغر مخطط نصف متعدى هو مخطط هولت , ذو الدرجة 4 و 27 قمة رأس .